# Dalby Huse
Dalby Huse – miasto w Danii, w regionie Stołecznym, w gminie Frederikssund.